# ألجي سميث
ألجي سميث هو ممثل ومغني أمريكي ولد في 7 نوفمبر 1994.